# Astragalus dilutus
Astragalus dilutus är en ärtväxtart som beskrevs av Aleksandr Andrejevitj Bunge. Astragalus dilutus ingår i släktet vedlar, och familjen ärtväxter. Inga underarter finns listade i Catalogue of Life.